# Cystoopsidae
Die Cystoopsidae sind eine Familie der Fadenwürmer mit sieben Arten. Sie sind Parasiten von Süßwasserfischen und Reptilien.

## Merkmale
Einzigartig innerhalb der Ordnung ist, dass der Darm zu einem Sack oder Trophosom umgebildet ist und kein Darmausgang (Anus) vorhanden ist. Die Vulva der Weibchen liegt nahe dem Nervenring. Die Eier haben eine membranartige Hülle oder Polfilamente. Es sind zwei Stichosomen (Längsreihen von Ösophagusdrüsen) ausgebildet.

## Systematik
Hodda gliedert die Familie in zwei Unterfamilien mit jeweils einer Gattung. Die Unterfamilien unterscheiden sich im Kerngehalt der Ösophagusdrüsen (Stichozyten):
- Cystoopsinae Skrjabin, 1923; mit einkernigen Stichozyten, bei Süßwasserfischen
  - Cystoopsis Wagner, 1867
- Dioctowittinae Chabaud & Le-Van-Hoa, 1960; mit mehrkernigen Stichozyten, bei Reptilien
  - Dioctowittus Chabaud & Le-Van-Hoa, 1960